# ロバート・フィッツロイ
ロバート・フィッツロイ（Robert FitzRoy, 1805年7月5日 - 1865年4月30日）は、イギリスの海軍軍人。チャールズ・ダーウィンが参加した2回目のビーグル号航海で艦長を務めた。また天気予報を実用化しようと試みた開拓的な気象学者、優れた測量学者、水路学者であり、1843年から1845年までニュージーランド総督を務めた。

## 家系
ロバート・フィッツロイはイングランドのサフォーク州アンプトンで生まれた。父チャールズ・フィッツロイは陸軍軍人、国会議員で、祖父は首相に就任した第3代グラフトン公オーガスタス・ヘンリー・フィッツロイ、父方の祖先はイングランド王チャールズ2世である。母は初代ロンドンデリー侯爵ロバート・ステュアートの娘で、内務大臣を務めたカスルリー子爵の妹である。
異母兄のチャールズ・フィッツロイはプリンスエドワード島、アンティグア・バーブーダの総督などを歴任した。息子のロバート・オブライエン・フィッツロイはイギリス海峡艦隊の司令官、海軍少将となった。

## 生涯

### 海軍へ入隊
4歳からノーサンプトンシャーのフィッツロイ家の邸宅で育てられた。1818年2月に12歳でポーツマスの王立海軍学校に入り、翌年には英国海軍に入隊した。14歳で志願してオーウェン・グレンダウワー号に乗り込んだ。1820年に南アフリカへ向かい、1822年1月に帰国した。この航海中にミッドシップマンに昇進した。その後ハインド号に乗艦し、1824年9月に史上初めて「満点」で試験を通過し、レフテナントに昇進した。
テティス号に勤めたあと、フラッグ・レフテナントとしてロバート・オトウェイ少将指揮下のガンジス号に乗艦した。ちょうどそのとき、フィリップ・パーカー・キング艦長の総指揮の元、プリングル・ストークス艦長のビーグル号はティエラ・デル・フエゴの測量を行っていた。プリングル・ストークスはひどい鬱で、拳銃自殺した。船はスカイリングが指揮を引き継ぎリオデジャネイロに入港した。1828年12月、そこでオトウェイはフィッツロイを臨時の艦長に任命した。1830年11月に船は帰還し、フィッツロイは測量士、艦長としての名声を得た。
調査の間、部下の数人が陸上でキャンプをしているときにフエゴ島民がボートを持ち去った。フィッツロイはこれを追跡し、いさかいのあと犯人の家族が人質として船に連れてこられた。2人の男と、男子、女子を1人ずつ抱えることになった。彼らをうまく岸へ戻すことができなかったので、フィッツロイは人質を「文明化」することに決めた。宣教師として彼らを帰す前に、「英語と…キリスト教の明らかな真実と…そしてふつうの道具の使い方」を教えようと考えた。彼らは洗礼名を与えられた。女子はフエジア・バスケット、男子はジェミー・ボタン、大人の男の1人はヨーク・ミンスターと名付けられた。もう1人のボート・メモリーはイングランドに戻り、天然痘のワクチンを打たれた後で死亡した。彼らは宣教師リチャード・マシューズの関心を引き、1831年夏には国王に謁見するのに十分なほど「文明化」された。

### ビーグル号の第2回航海
1831年5月にフィッツロイはイプスウィッチ選挙区からトーリー党の候補として総選挙に出馬したが敗れた。彼は新しい地位を得て、失敗しつつあるようだった宣教活動を組織化することを望んだ。個人的な出費の元で船を借り上げ、マシューズを連れてフエゴ人を故郷に帰そうと考えた。ちょうど友人で海軍本部の水路調査官であったフランシス・ボーフォートと「親切なおじ」グラフトン公が海軍本部に掛け合い、1831年6月にビーグル号の艦長に再任命された。フィッツロイは船の装備を調えるために出費を惜しまなかった。
フィッツロイはストレスが多く孤独な艦長の立場と、前任のストークス、叔父のカスルリー子爵が自殺していることを非常に気にかけていた。そこで1831年にボーフォートに同乗する適当な紳士を探すよう依頼した。その同乗者は科学的な関心を共有し、自然史の研究の機会を生かすことができ、艦長と同等の立場でともに食事をとり、ごく普通の友情をはぐくむことができなければならなかった。その立場は最終的にチャールズ・ダーウィンに決まった。
イギリスを出発する前にフィッツロイはダーウィンにライエルの『地質学原理』の第1巻を贈った。その本は地球の特徴を漸進的に起きるプロセスの結果であると説明しており、フィッツロイは読み終わっていた。さらにフィッツロイ自身がライエルから氷河による漂石のような地質的な観察を記録するよう要請されていた。フィッツロイとダーウィンはよい関係を維持したが、5年の航海の間にはフィッツロイが激しい気性を爆発させ（士官からは「ホットコーヒー」とあだ名を付けられた）、口論することもあった。ダーウィンは後に「狂気の一歩手前」と回想した。
1831年3月にブラジルのバイーアで接した奴隷主の奴隷への振る舞いにダーウィンはぞっとした。しかしフィッツロイは、残忍な行為を支持しなかったものの、かつて奴隷主が自由になりたいかと奴隷に尋ねたときに奴隷はいいえと答えたことを話した。ダーウィンは率直に、奴隷が主人の前でそんな質問に正直に答えると思いますかとフィッツロイに尋ねた。フィッツロイはかっとなり、もし自分の言葉を疑うのであればもう一緒にやっていけないと言った。ダーウィンは艦長のテーブルから追い出されたが、その後でフィッツロイは激高したことを率直に謝罪した。このような口論はあったものの、航海の間、2人の意見の相違の中に宗教やキリスト教の教義の問題は含まれていなかった。
ティエラ・デル・フエゴの「ボタンの島」で彼らは布教の拠点を築いた。しかし彼らが島を離れて9日後に戻ると拠点は略奪されていた。マシューズはあきらめ、布教を続けるために島を離れた。フォークランド諸島で調査を効率的に行うために自分の出費で（のちに海軍が負担してくれることを願って）スクーナーを購入し、修理してアドベンチャー号と名付けた。再び布教拠点に戻ると地元の習慣に戻ったジェミー・ボタンだけがおり、イングランドへ一緒に行くことを拒否した。
1834年にヴァルパライソで、ダーウィンがアンデス山脈を探検している間、海軍本部はアドベンチャー号を購入したことを非難した。フィッツロイはひどく憤慨し、スクーナーを売って調査の再確認のために戻ると言った。それから自分の正気を疑い、艦長を辞めると言い出した。士官は辞任を撤回するよう説得した。フィッツロイは調査を再開し、ガラパゴス諸島、タヒチ、ニュージーランド、オーストラリア、南アフリカ、それからもう一度バイーアに戻って経度の測定をチェックした後、イギリスに帰国した。
航海にはストームグラスを持ち込み詳細な記録を残している。

### イングランドへの帰還
1836年10月2日、ビーグル号が帰還するとすぐにフィッツロイは長らく婚約していた若い女性と結婚した。5年の航海の間、婚約について一度も話さなかったのでダーウィンは驚いた。1837年に王立地理学会からゴールドメダルを受賞した。彼の日誌の抜粋は1837年3月に学会で読み上げられた。
「波ですり切れ丸まった石、そして蓄積した堆積物がこれらの平地の大部分を構成していることは驚異的ではないでしょうか? 今パタゴニアの砂漠に埋まる小石を丸めた水はとてつもない働きで、膨大な時間があったに違いありません!」
フィッツロイはそれから前艦長のメモも一緒に航海の報告書を作成した。これはフィリップ・パーカー・キング艦長、ダーウィンの記録とともに3巻本の『英国軍艦アドベンチャー号とビーグル号の調査航海の記録』として1839年に出版された。フィッツロイの報告には聖書の大洪水に関して「聖書の信憑性を否定する地質学者」の研究を認める見解の章がある。また広大な大地が40日間の洪水の堆積ではできないことを認め、聖書の説明を信じないことを示した。それから彼は、そのような考えが「若い水兵の目に届く」ことを懸念し、貝を含んだ岩が山の頂上付近に積み重なっているのはノアの大洪水の証明であるというような議論によって聖書の文字通りの解釈の説明を行っている。フィッツロイはこのように、航海の間受け入れていたライエルの新しい考えから自分を切り離し始めた。そして非常に信心深かった妻の影響もあり、国教会の伝統的な教義を受け入れていった。
1841年にダラムからトーリー党の議員に選ばれ、1842年にマージー川の管理監代理に任命された。

### ニュージーランド総督
ニュージーランドの初代総督ウィリアム・ホブソンは1842年に死去した。ニュージーランドで強い発言権を持っていた伝道協会は後継者としてフィッツロイを指名した。彼は1843年12月に着任したが、それは困難な仕事だった。秩序を維持し、マオリの人々を保護し、同時に押し寄せてくる移民の土地の要求に応えるよう指示した。手元にある軍事力はわずかで、総督府の収入は関税に頼っていたためにまったく不十分だった。
最初の任務の一つはワイラウ大虐殺の状況の調査であった。彼は入植者の行動が違法だったことに気づき、軍備の薄さにもよってマオリ側の指導者Te Rauparahaと対立することを避けた。しかしニュージーランドカンパニーと移民は裏切りだと感じた。その結果、彼は地域を統制するための管理官を設置した。またニュージーランドカンパニーが購入したと主張したマオリ族の土地に対して、より現実的な代価を払うよう要求した。これらの行動によってフィッツロイの評判は悪化した。土地の売買は継続的な問題だった。移民は土地を買いたがり、一部のマオリ人は売るつもりがあった。しかしワイタンギ条約の下で土地の売買は政府を仲介者としてゆっくりとしか行われなかった。財政の不足を補うためにフィッツロイは関税を上げ、資産税と所得税を導入した。これらの方策はすべて失敗し、植民地政府は破産に直面した。フィッツロイは空手形を切らざるを得なくなった。
一方ニュージーランド北端に住むマオリ族は端に追いやられていると感じ、ニュージーランドの変化を不満に思っていた。彼らは憤慨を示すために英国旗を切り倒した。フィッツロイは問題に対応するのではなく、旗を戻しただけだった。彼らはまた旗を切り倒し、4度繰り返された。4度目に旗が切り倒されたとき、すでに最初のニュージーランド戦争はかなり進行していた。戦争の早期終結のための戦力がないことはすぐに明らかになった。ニュージーランドカンパニーのスポークスマンはイギリスに戻り、フィッツロイの指導力の欠如を証言した。フィッツロイはすぐに呼び戻され、サウスオーストラリア総督ジョージ・グレイが代理を務めた。グレイはフィッツロイが必要とした支援を与えようとしたが、拒否された。

### 気象学
しかしフィッツロイは汚名を着せられなかった。1848年9月にイギリスに戻るとウーリッジの造船所の本部長に任命された。1849年3月にはフリゲート艦アロガント号の艦長に任命された。1851年に不健康のため現役を退き、同年ダーウィンを含む13人の推薦によりロンドン王立協会の会員に選ばれた。フランシス・ボーフォートのもとで、王立協会会長の推薦によって気象データ収集のための新設された部門、商務省の気象局長に選ばれた。これは現代のイギリス気象庁の前身にあたる。
フィッツロイは船の船長が情報を集めて報告できるように器具を手配した。彼は何種類もの気圧計（フィッツロイ・バロメータ）を設計して配布し、それぞれの港に設置された。20世紀においても気圧計にはフィッツロイの特徴的な見解が彫刻された。「上昇したとき：冬に気圧計が上昇すれば霧の前兆である。」
1859年に蒸気クリッパー、ロイヤルチャーター号を沈めた大嵐（Royal Charter Gale）はフィッツロイに暴風警報（storm warning）の必要性を感じさせた。イギリス学術協会の依頼で彼は1860年6月6日に政府から認可を受けて暴風警報センターを設置した。彼は国内13地点の気象観測結果を電報で集めて、その現状を分析して暴風警報の発表を開始した。これは今でいうナウキャストであり、厳密には気象予報と異なる。しかし、彼は1961年8月1日から気象予報をも民衆に対して独断で発表し始めた。彼は気象理論に関してはドイツの気象学者ハインリッヒ・ドーフェの信奉者であり、異なる性質の気流の衝突を重視していた。しかし当時はそれはきちんと理論化されておらず、科学的にも認められていなかった。
当時の気象予報には怪しげな占星気象学を用いた物も少なくなく、気象予報の発表には政府やイギリス科学界は科学の信頼性を失墜させるものとして反発した。彼は気象予報を科学としてではなく、実用的な技術として民衆の役に立つと考えていた。彼は気象予報を科学的な予測（prediction）と区別するために「フォアキャスト（forecast）」という造語まで作った。現在ではこの語は気象予報の意味で広く使われている。また気象予報を体系化するために1863年「Weather Book」に出版した。これは当時の科学的な見解からはかなり先進的だった。彼の死後に統計学者フランシス・ゴルトンを委員長とする調査委員会が組織され、その勧告により一般向けの気象予報は1866年5月28日に中止された。しかし、同様に中止された暴風警報は要望されて再開されるなどの混乱が生じた。一方で、気象予報はその後13年間にわたってイギリスでは発表されなかった。

### 種の起源
『種の起源』が出版されたとき、フィッツロイは明らかに裏切られたと感じ、理論の発展のために自分が果たした役割を考えて罪の意識にさいなまれた。嵐に関する報告のために1860年6月30日に行われたオックスフォードの英国学術会議に出席し、ウィルバーフォース司教がダーウィンを非難するのを聞いた。議論の間（ハクスリーとフッカーが反論を始める前）、フィッツロイは立ち上がり、聖書を掲げて観衆に「人よりも神を信じるよう懇願した」。種の起源は彼に「激しい苦痛」を与えたと言い、観衆は黙って座るようののしった。

### 自殺

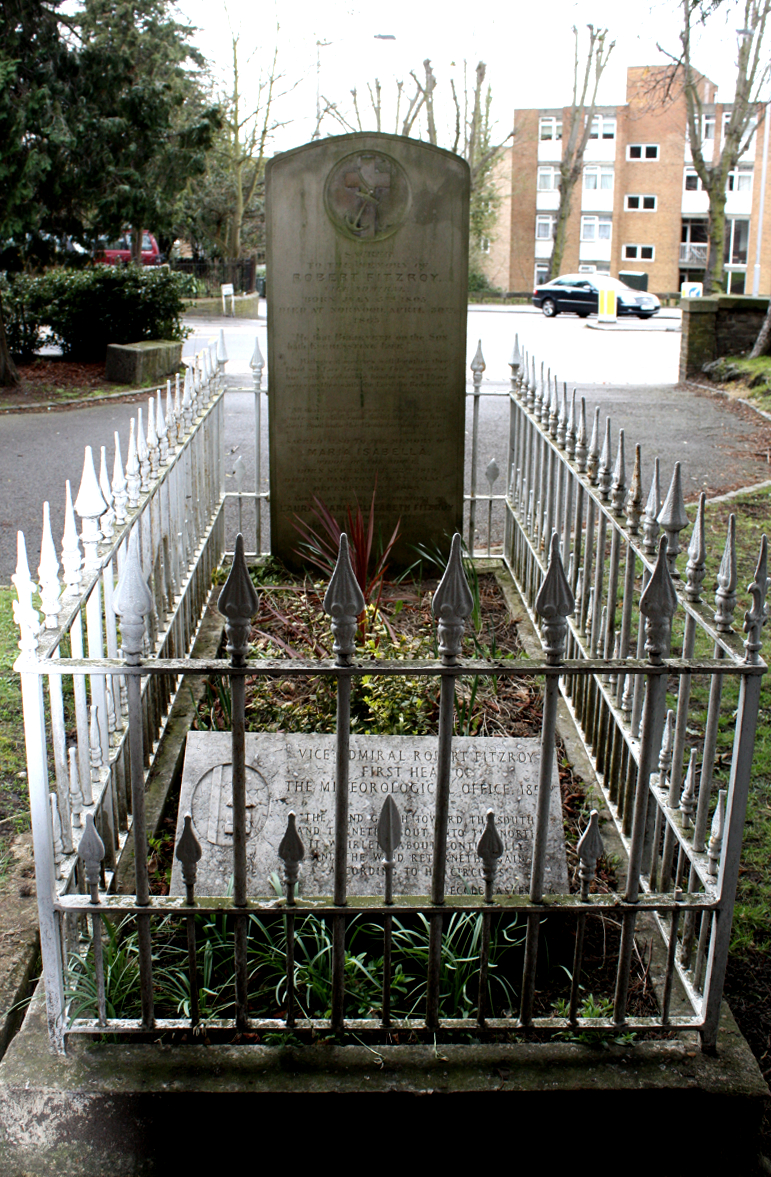
Robert FitzRoy's grave

1863年に引退し、長年の功績によって海軍中将に昇進した。次第に鬱に苦しむようになり、1865年におじと同様、カミソリでのどをかききって自殺した。オールセイント教会前の墓所に葬られた。
ダーウィンは後に自伝でフィッツロイの性格をこう描写している。「義務に忠実で、失敗に寛大で、勇敢で、意志が強く、不屈の精神力を持ち、彼の支配下にいる人々全てと熱心な友人でした。…重大な欠点で曇りがあったけれど、彼の性格のいくつかは私がこれまで知っている中で最も立派でした」。

## 家族
フィッツロイは2度結婚した。1836年にメアリー・ヘンリエッタ・オブライエンと結婚し、間に4人の子供が生まれた。
- エミリー＝ウナ
- ファニー
- キャサリン
- ロバート・オブライエン

最初の妻が死去した後、1854年にマリア・イザベラ・スマイスと結婚した。2人の間には1人の娘が生まれた。
- ローラ・エリザベス

## 遺産
フィッツロイは6000ポンド、現在の40万ポンド相当の財産をすべて公共のために使い果たして死んだ。これが明らかとなったとき、貧窮にあえぐ妻と娘を救うために友人で同僚（かつてのビーグル号の部下）バーソロミュー・サリヴァンが寄付を呼びかけ、政府から3000ポンドを拠出させることに成功した（ダーウィンは100ポンド寄付した）。ヴィクトリア女王は妻と娘にそれぞれが死去するまでハンプトン・コート宮殿の住居を自由に使うことを認めた。
南アメリカ大陸の最南端、マウントフィッツロイはアルゼンチンの科学者フランシスコ・モレノによって命名された。西オーストラリア北部のフィッツロイリバーはかつての部下ジョン・ロート・ストークスによって命名された。南米の針葉樹パタゴニアヒバ（Fitzroya cupressoides）とハラジロカマイルカの亜種 Lagenorhynchus obscurus fitzroyi（シノニム: Delphinus fitzroyi）はビーグル号航海の間にダーウィンによって発見された。フォークランド諸島のフィッツロイも彼の名にちなむ。2002年にBBCラジオの天気予報番組がスペインの同名の岬との混同を避けるためにフィニステレ海域の名前を変えたとき、イギリス気象庁は創設者の名前にちなんで「フィッツロイ」を選んだ。

## 著作（英語）
- Narrative of the surveying voyages of His Majesty's Ships Adventure and Beagle between the years 1826 and 1836, describing their examination of the southern shores of South America, and the Beagle's circumnavigation of the globe.
  - King, P. P. (1839年). “Narrative of the surveying voyages of His Majesty's Ships Adventure and Beagle between the years 1826 and 1836, describing their examination of the southern shores of South America, and the Beagle's circumnavigation of the globe. Proceedings of the first expedition, 1826-30, under the command of Captain P. Parker King, R.N., F.R.S.”.   Henry Colburn. 2009年1月27日閲覧。
  - FitzRoy, Robert (1839年). “Narrative of the surveying voyages of His Majesty's Ships Adventure and Beagle between the years 1826 and 1836, describing their examination of the southern shores of South America, and the Beagle's circumnavigation of the globe. Proceedings of the second expedition, 1831-36, under the command of Captain Robert Fitz-Roy, R.N.”.   Henry Colburn. 2009年1月27日閲覧。
  - FitzRoy, Robert (1839年). “Narrative of the surveying voyages of His Majesty's Ships Adventure and Beagle between the years 1826 and 1836, describing their examination of the southern shores of South America, and the Beagle's circumnavigation of the globe”.   Henry Colburn. 2009年1月27日閲覧。
- FitzRoy, Robert (1846). Remarks on New Zealand. London: W. And H. White
- FitzRoy, Robert (1863). The Weather Book: A Manual Of Practical Meteorology. London: Longman, Green, Longman, Roberts, & Green
- Mellersh, H. E. L. (1968). FitzRoy of the Beagle. Hart-Davis. ISBN 0-246-97452-4
- Moon, Paul (2000). FitzRoy: Governor in Crisis 1843-1845. David Ling Publishing. ISBN 0-908990-70-7
- Nichols, Peter (2003). Evolution's Captain: The Dark Fate of the Man Who Sailed Charles Darwin Around the World. HarperCollins. ISBN 0-06-008877-X
- Gribbin, John and Mary Gribbin (2003). FitzRoy. Review. ISBN 0-7553-1182-5
- Thompson, Harry (2005). This Thing of Darkness. Headline Review. ISBN 0-7553-0281-8